# Johannes Kepler
Johannes Kepler (Weil der Stadt, Baden-Wurtemberg, 27 de diciembre de 1571-Ratisbona, Baviera, 15 de noviembre de 1630), figura clave en la revolución científica, fue un astrónomo y matemático alemán, conocido fundamentalmente por sus leyes sobre el movimiento de los planetas en su órbita alrededor del Sol. Fue colaborador de Tycho Brahe, a quien sustituyó como matemático imperial de Rodolfo II.

## Biografía
Kepler, Khepler o Keppler se crio en el seno de una familia protestante luterana que vivía en la ciudad de Weil der Stadt en Baden-Wurtemberg, Alemania. Su abuelo había sido alcalde de su ciudad natal, pero cuando nació Johannes, la familia se encontraba en decadencia. Su padre, Heinrich Kepler, era mercenario en el ejército del duque de Wurtemberg y, siempre en campaña, raramente estaba presente en su domicilio. Su madre, Katharina, llevaba una casa de huéspedes, era curandera y herborista, y más tarde fue acusada de brujería. Kepler, nacido prematuramente a los siete meses de embarazo, era hipocondríaco, de naturaleza endeble, y tuvo toda su vida una salud frágil. A la edad de tres años, contrajo viruela, que, entre otras secuelas, le debilitaría gravemente la visión. A pesar de su pobre salud, fue un niño brillante al que le gustaba impresionar a los viajeros en la hospedería de su madre con sus fenomenales facultades matemáticas.
Heinrich Kepler tuvo, además, otros tres hijos: Margarette, de la que Kepler se sentía muy próximo; Christopher, que le fue siempre antipático, y Heinrich. De 1574 a 1576, vivió con Heinrich —quien padecía epilepsia— en casa de sus abuelos, mientras que su padre estaba en una campaña y su madre había ido a buscarle.
Al regresar sus padres, Kepler se trasladó a Leonberg y entró en la escuela latina en 1577. Sus padres le despertaron el interés por la astronomía. Con cinco años, observó el cometa de 1577, comentando que su madre lo llevó a un lugar alto para verlo. Su padre le mostró a la edad de nueve años el eclipse de Luna del 31 de enero de 1580, recordando que la Luna aparecía bastante roja. Kepler estudió más tarde el fenómeno y lo explicó en una de sus obras de óptica. Su padre partió de nuevo para la guerra en 1589 y desapareció para siempre.[cita requerida]
Kepler terminó su primer ciclo de tres años en 1583 con retraso, debido a que estuvo trabajando como jornalero agrícola entre los nueve y los once años. En 1584, entró en el Seminario protestante de Adelberg y dos años más tarde, en el Seminario superior de Maulbronn.[cita requerida]
Obtuvo allí el diploma de fin de estudios y se matriculó en 1589 en la Universidad de Tubinga. Comenzó primero a estudiar ética, dialéctica, retórica, griego, hebreo, astronomía y física, y más tarde teología y ciencias humanas. Continuó con sus estudios después de obtener la maestría en 1591. Su profesor de matemáticas, el astrónomo Michael Maestlin, le enseñó el sistema heliocéntrico de Nicolás Copérnico, que se reservaba a los mejores estudiantes. Los otros estudiantes tomaban como cierto el sistema geocéntrico de Claudio Ptolomeo, que afirmaba que la Tierra está inmóvil y ocupa el centro del Universo, y que el Sol, la Luna, los planetas y las estrellas giran a su alrededor. Kepler se hizo así un copernicano convencido y mantuvo una relación muy estrecha con Maestlin,  no vacilando en pedirle ayuda o consejo para sus trabajos.[cita requerida]
Mientras Kepler planeaba hacerse pastor luterano, la escuela protestante de Graz buscaba a un profesor de matemáticas. Abandonó entonces los estudios de teología para tomar el puesto, y dejó Tubinga en 1594. En Graz, publicó almanaques con predicciones astrológicas –que él escribía–, aunque negaba algunos de sus preceptos. En la época, la distinción entre ciencia y creencia no estaba establecida todavía claramente, y el movimiento de los astros, bastante desconocido aún, se consideraba gobernado por leyes divinas.[cita requerida]
Kepler estuvo casado dos veces. Contrajo el primer matrimonio, de conveniencia, el 27 de abril de 1597 con Barbara Müller. En el año 1600, fue obligado a abandonar Austria cuando el archiduque Fernando promulgó un edicto contra los protestantes. En octubre de ese mismo año se trasladó a Praga por invitación de Tycho Brahe, que había leído algunos trabajos de Kepler. Al año siguiente falleció Tycho Brahe y Kepler lo sustituyó en el cargo de matemático imperial de Rodolfo II, trabajando a menudo como consejero astrológico.[cita requerida]
En 1612 falleció su esposa Bárbara Müller, al igual que dos de los cinco niños —de apenas uno y dos meses de edad— que habían tenido juntos. Este matrimonio de conveniencia, organizado por sus allegados, lo unió a una mujer «grasa y simple de espíritu», con carácter execrable. Otro de los hijos murió a los siete años. Solo sobrevivieron su hija Susanne y su hijo Ludwig. Al año siguiente, se casó en Linz con Susanne Reuttinger, con quien tuvo siete niños, de los que tres fallecerían muy pronto. Vivió y trabajó en Linz durante muchos años. La Universidad de Linz lleva el nombre de Kepler.
En 1615 su madre, que tenía entonces 68 años, fue acusada de brujería. Kepler, persuadido de su inocencia, pasó seis años trabajando en su defensa ante los tribunales y escribiendo numerosos alegatos. Debió regresar dos veces a Wurtemberg. Ella pasó un año encerrada en la torre de Güglingen, a expensas de Kepler, y se escapó por poco de la tortura. Finalmente, fue liberada el 28 de septiembre de 1621 pero, debilitada por los duros años de proceso y de encarcelamiento, murió seis meses más tarde. Por otro lado, las ideas de Kepler chocarían directamente con la Santa Sede que, mediante un decreto de la Sagrada Congregación del Índice de 1619, incluiría su Epitome Astronomiae Copernicanae en el Index librorum prohibitorum.
En 1628 pasó al servicio de Albrecht von Wallenstein, en Silesia, quien le prometió, en vano, resarcirle de la deuda contraída con él por la Corona a lo largo de los años. Un mes antes de morir, víctima de la fiebre, Kepler abandonó Silesia en busca de un nuevo empleo.[cita requerida]
Kepler murió en 1630 en Ratisbona, en Baviera, Alemania, a la edad de 58 años.
En 1632, durante la guerra de los Treinta Años, el ejército sueco destruyó su tumba y se perdieron sus trabajos hasta el año 1773. Recuperados por Catalina II de Rusia, se encuentran actualmente en el Observatorio de Pulkovo en San Petersburgo, Rusia.

## Obra científica

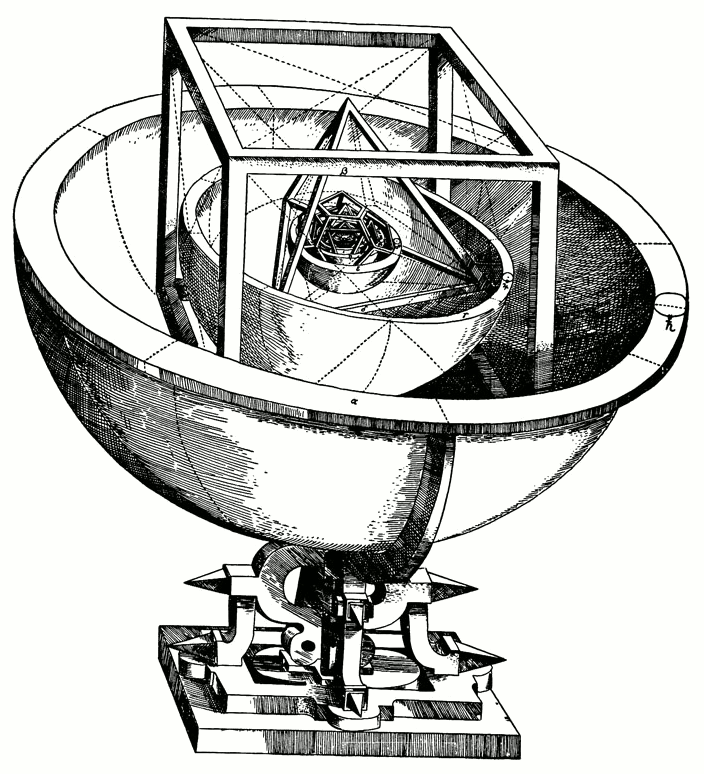
Modelo platónico del sistema solar presentado por Kepler en su obra Misterium Cosmographicum (1596).

Después de estudiar teología en la universidad de Tubinga, incluyendo astronomía con Michael Maestlin, seguidor de Copérnico, enseñó en el seminario protestante de Graz. Kepler intentó comprender las leyes del movimiento planetario durante la mayor parte de su vida. En un principio, Kepler consideraba que el movimiento de los planetas debía cumplir las leyes pitagóricas de la armonía. Esta teoría es conocida como la música o la armonía de las esferas celestes. En su visión cosmológica no era casualidad que el número de planetas conocidos en su época fuera uno más que el número de poliedros perfectos. Siendo un firme partidario del modelo copernicano, intentó demostrar que las distancias de los planetas al Sol venían dadas por esferas en el interior de poliedros perfectos, anidadas sucesivamente unas en el interior de otras. En la esfera interior estaba Mercurio, mientras que los otros cinco planetas (Venus, Tierra, Marte, Júpiter y Saturno) estarían situados en el interior de los cinco sólidos platónicos correspondientes también a los cinco elementos clásicos.[cita requerida]
En 1596 Kepler escribió un libro en el que exponía sus ideas. Mysterium Cosmographicum (El misterio cósmico). Siendo un hombre de gran vocación religiosa, Kepler veía en su modelo cosmológico una celebración de la existencia, sabiduría y elegancia de Dios. Escribió: «yo deseaba ser teólogo; pero ahora me doy cuenta gracias a mi esfuerzo de que Dios puede ser celebrado también por la astronomía».[cita requerida]
En 1600 acepta la propuesta de colaboración del astrónomo imperial Tycho Brahe, que a la sazón había montado el mejor centro de observación astronómica de esa época. Tycho Brahe disponía de los que entonces eran los mejores datos de observaciones planetarias, pero la relación entre ambos fue compleja y marcada por la desconfianza. Hasta la muerte de Tycho en 1602, Kepler no consiguió tener acceso a todos los datos recopilados por Tycho, mucho más precisos que los manejados por Copérnico. A la vista de los datos, especialmente los relativos al movimiento retrógrado de Marte, se dio cuenta de que el movimiento de los planetas no podía ser explicado por su modelo de poliedros perfectos y armonía de esferas. Kepler, hombre profundamente religioso, incapaz de aceptar que Dios no hubiera dispuesto que los planetas describieran figuras geométricas simples, se dedicó con tesón ilimitado a probar con toda suerte de combinaciones de círculos. Cuando se convenció de la imposibilidad de lograrlo con círculos, usó óvalos. Al fracasar también con ellos, «sólo me quedó una carreta de estiércol» y empleó elipses. Con ellas desentrañó sus famosas tres leyes (publicadas en 1609 en su obra Astronomia Nova) que describen el movimiento de los planetas. Leyes que asombraron al mundo, le revelaron como el mejor astrónomo de su época, aunque él no dejó de vivir como un cierto fracaso de su primigenia intuición de simplicidad (¿por qué elipses, habiendo círculos?). Sin embargo, tres siglos después, su intuición se vio confirmada cuando Einstein mostró en su teoría de la relatividad general que en la geometría tetradimensional del espacio-tiempo, los cuerpos celestes siguen líneas rectas. Y es que aún había una figura más simple que el círculo: la recta.[cita requerida]

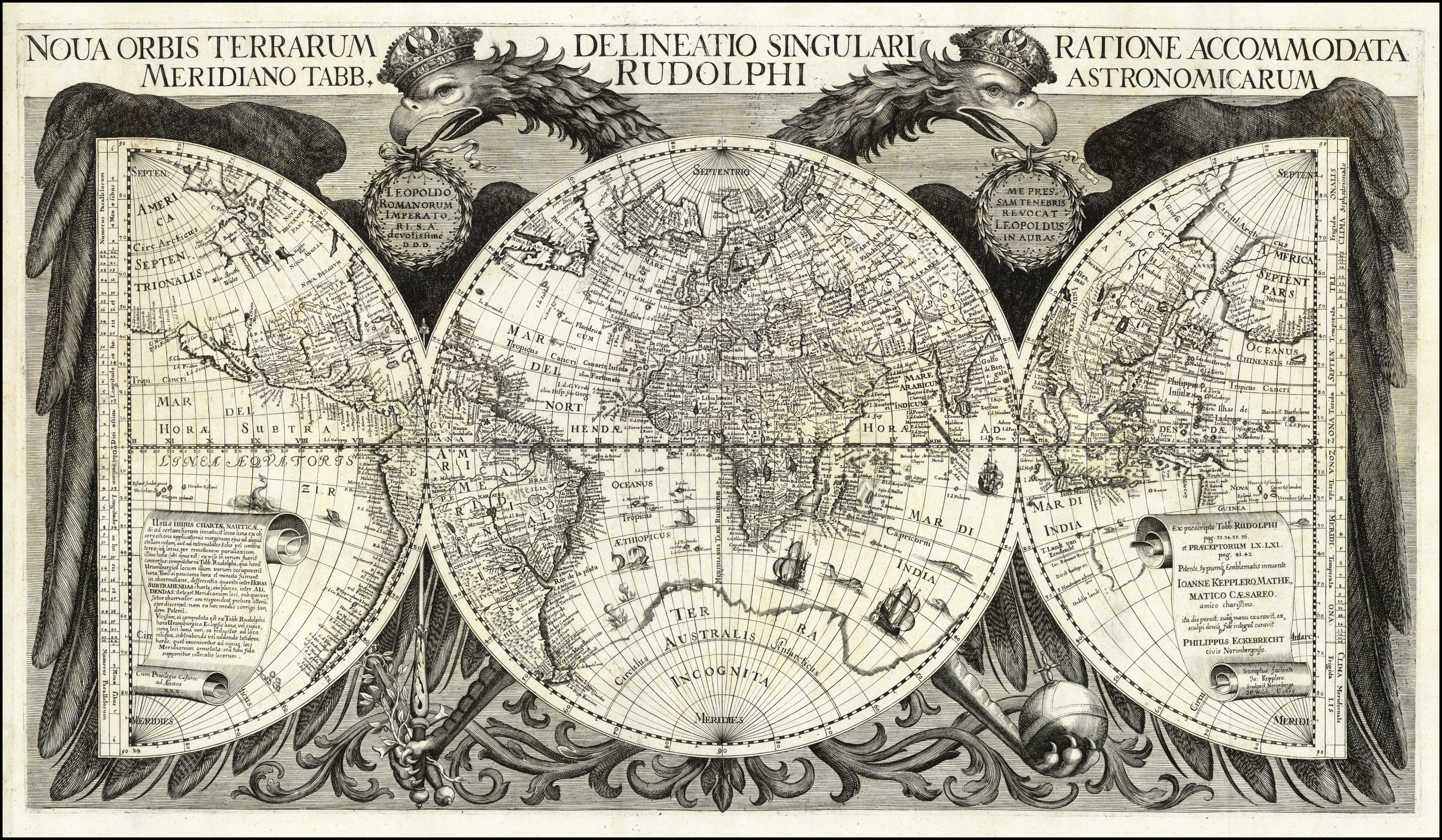
Mapa del mundo, de Tabulae Rudolphine.

En 1627 publicó las Tabulae Rudolphine, a las que dedicó un enorme esfuerzo y que durante más de un siglo se usaron en todo el mundo para calcular las posiciones de los planetas y las estrellas. Utilizando las leyes del movimiento planetario, fue capaz de predecir satisfactoriamente el tránsito de Venus del año 1631, con lo que su teoría quedó confirmada.
Un biógrafo de la época escribió con admiración lo grande y magnífica que fue la obra de Kepler, pero al final se lamentaba de que un hombre de su sabiduría, en la última etapa de su vida, tuviese demencia senil, llegando incluso a afirmar que "las mareas venían motivadas por una atracción que la Luna ejercía sobre los mares...", un hecho que se demostró años después de su muerte.[cita requerida]

## Las tres leyes de Kepler
Durante su estancia con Tycho le fue imposible acceder a los datos de los movimientos aparentes de los planetas, ya que Tycho se negaba a dar esa información. Ya en el lecho de muerte de Tycho, y posteriormente a través de su familia, Kepler accedió a los datos de las órbitas de los planetas que durante años se habían ido recolectando. Gracias a esos datos, los más precisos y abundantes de la época, Kepler pudo ir deduciendo las órbitas reales planetarias. Afortunadamente, Tycho se centró en Marte, con una órbita elíptica muy acusada. De otra manera, le hubiera sido imposible a Kepler darse cuenta de que las órbitas de los planetas eran elípticas. Al principio, Kepler intentó la circunferencia por ser la más perfecta de las trayectorias, pero los datos observados impedían un ajuste correcto, lo que entristeció a Kepler, ya que no podía saltarse un pertinaz error de ocho minutos de arco. Kepler comprendió que debía abandonar la circunferencia, lo que implicaba abandonar la idea de un "mundo perfecto". De profundas creencias religiosas, le costó llegar a la conclusión de que la Tierra era un planeta imperfecto, asolado por las guerras. En esa misma misiva, incluyó la cita clave: "Si los planetas son lugares imperfectos, ¿por qué no han de serlo las órbitas de los mismos?". Finalmente utilizó la fórmula de la elipse, una rara figura descrita por Apolonio de Perge en una de las obras salvadas de la destrucción de la biblioteca de Alejandría, y descubrió que encajaba perfectamente en las mediciones de Tycho.
Había descubierto su primera ley, la primera ley de Kepler:

Los cuerpos celestes tienen movimientos elípticos alrededor del Sol, estando éste situado en uno de los dos focos que contiene la elipse.

Después de ese importante salto, en donde los hechos se anteponían por primera vez a los deseos y los prejuicios sobre la naturaleza del mundo, Kepler se dedicó simplemente a observar los datos y a sacar conclusiones ya sin ninguna idea preconcebida. Pasó a comprobar la velocidad del planeta a través de las órbitas, llegando a la segunda ley:

Las áreas barridas por los radios de los cuerpos celestes son proporcionales al tiempo usado por aquellos en recorrer el perímetro de esas áreas.

Durante mucho tiempo, Kepler solo pudo confirmar estas dos leyes en el resto de planetas. Aun así, fue un logro espectacular, pero faltaba relacionar las trayectorias de los planetas entre sí. Tras varios años, descubrió la tercera ley  e importantísima ley del movimiento planetario:

El cuadrado de los períodos de la órbita de los cuerpos celestes guarda proporción con el cubo de la distancia que hay respecto al Sol.

Esta ley, llamada también ley armónica, junto con las otras leyes, permitía ya unificar, predecir y comprender todos los movimientos de los astros.

## SN 1604: La estrella de Kepler

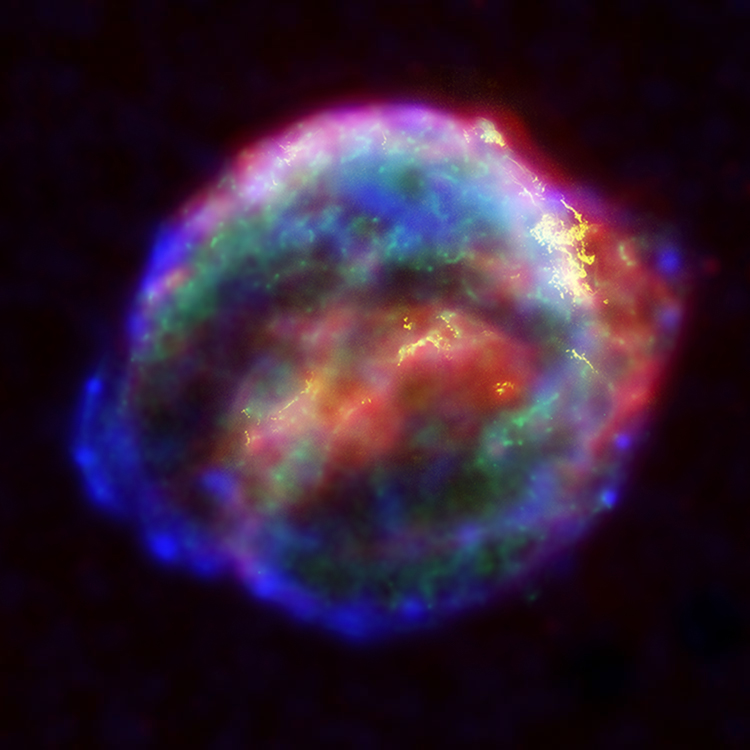
Restos de la estrella de Kepler, la supernova SN 1604. Esta imagen ha sido compuesta a partir de imágenes del Telescopio espacial Spitzer, el Telescopio Espacial Hubble y el Observatorio de Rayos X Chandra.

El 17 de octubre de 1604, Kepler observó una supernova (SN 1604) en la Vía Láctea, nuestra propia Galaxia, a la que más tarde se le llamaría la estrella de Kepler. La estrella había sido observada por otros astrónomos europeos el día 9, como Brunowski en Praga (quien escribió a Kepler), Altobelli en Verona, Clavius en Roma y Capra y Marius en Padua. Kepler -inspirado por el trabajo de Tycho Brahe- realizó un estudio detallado de su aparición. Su obra De Stella nova in pede Serpentarii («La nueva estrella en el pie de Ophiuchus») proporcionaba evidencias de que el Universo no era estático y sí sometido a importantes cambios. La estrella pudo ser observada a simple vista durante 18 meses después de su aparición. 
La supernova se encuentra a tan solo 13 000 años luz de nosotros. Ninguna supernova posterior ha sido observada a simple vista en tiempos históricos dentro de nuestra propia galaxia. Dada la evolución del brillo de la estrella, hoy en día se sospecha que se trata de una supernova de tipo I.

## Otras contribuciones de Kepler a la ciencia
El telescopio 'kepleriano' es un diseño de telescopio refractor inventado por Johannes Kepler en 1611, una mejora del diseño de Galileo. Utiliza una lente convexa en el ocular en lugar de la cóncava del modelo de Galileo. La ventaja de esta disposición es que los rayos de luz que emergen del ocular son convergentes. Esto permite un campo de visión mucho más amplio y un mayor detalle, pero la imagen para el espectador se invierte. 
En 1609, Johannes Kepler sugirió correctamente que la gravitación de la Luna causa las mareas, que comparó con la atracción magnética basando su argumento en observaciones antiguas y correlaciones. Sin embargo, Galileo Galilei escribió posteriormente el 'Discurso sobre las mareas', rechazando enérgica y burlonamente la teoría lunar de las mareas. El tiempo dio la razón a Kepler.

## Obras

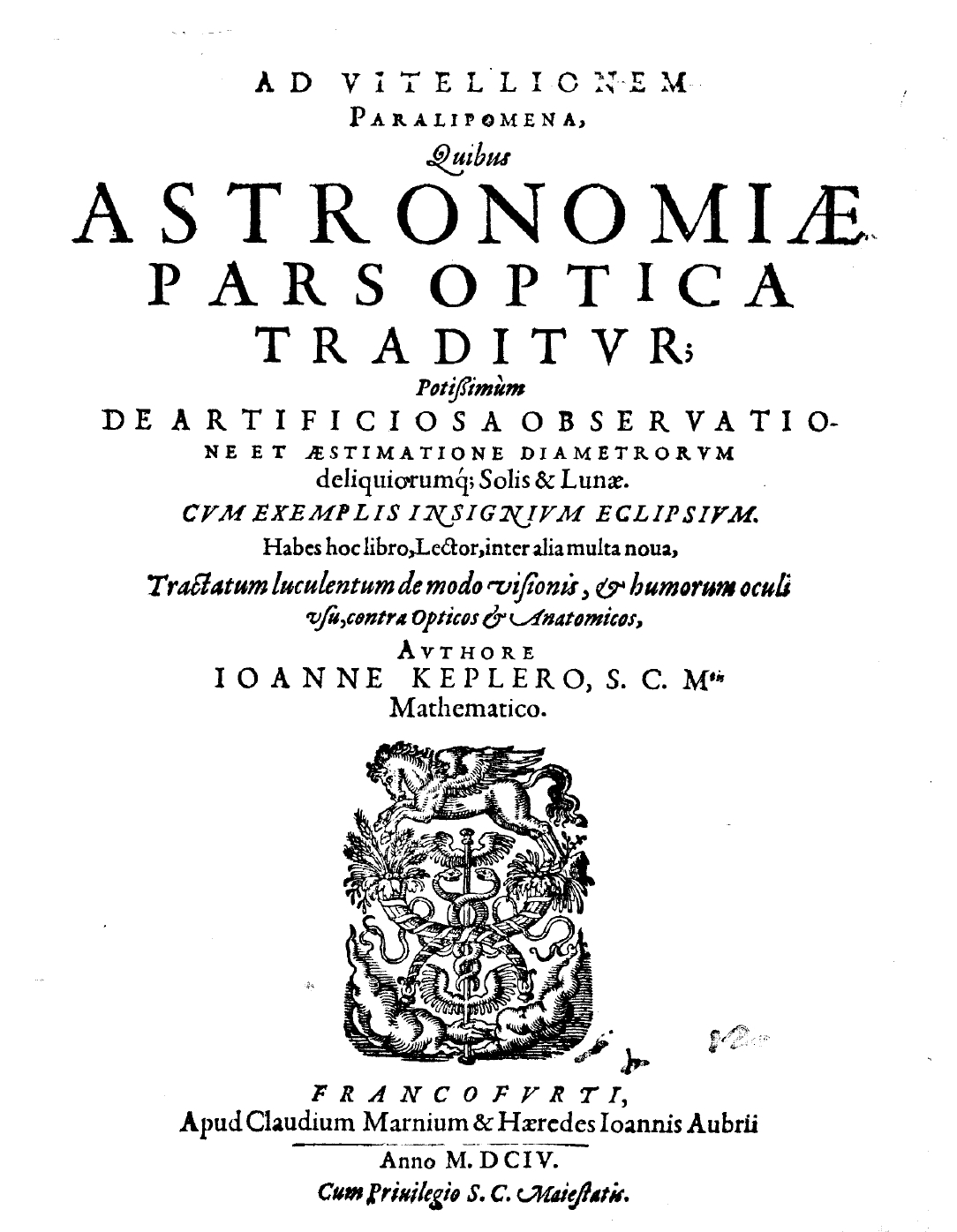
Astronomiae pars optica

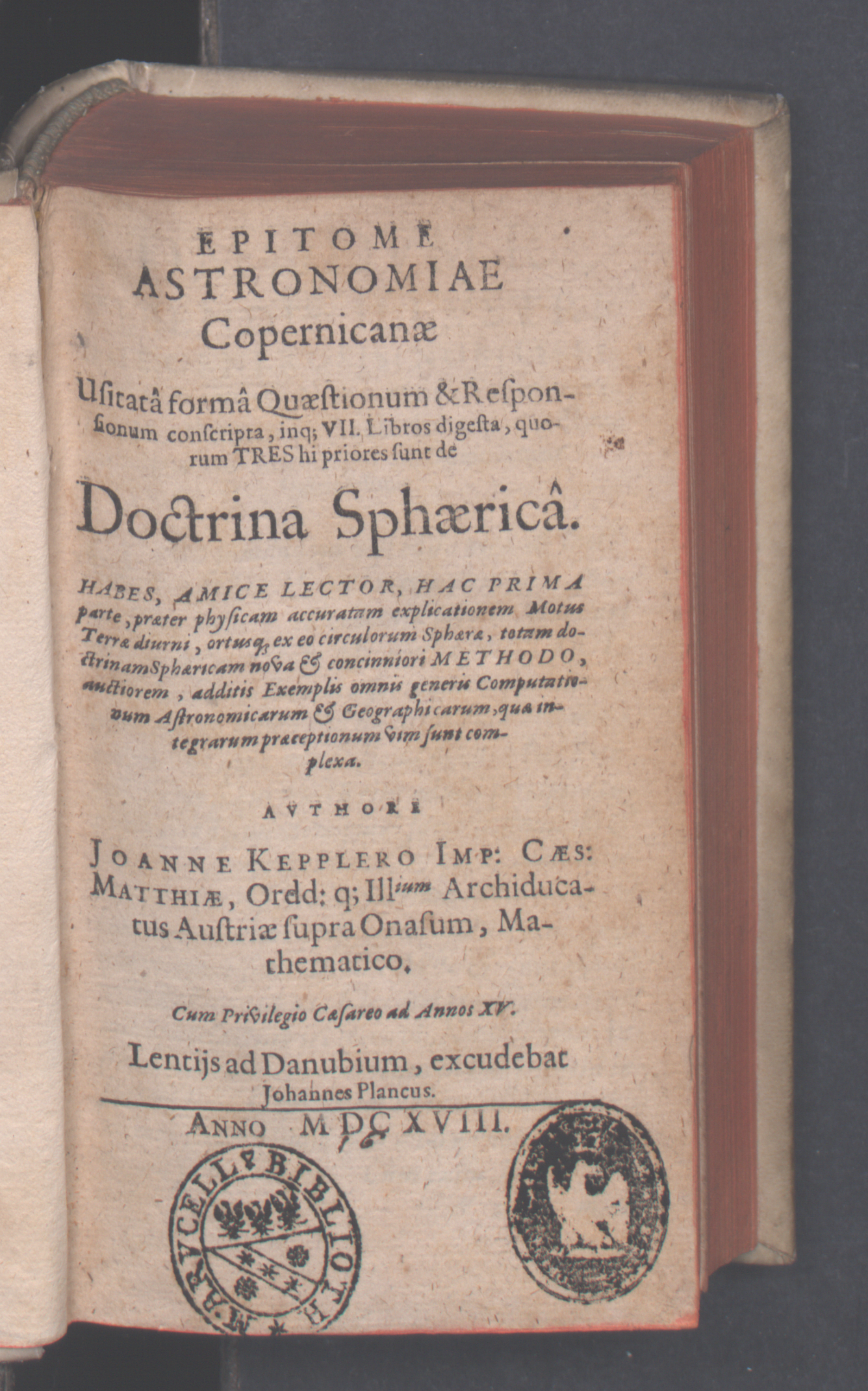
Epitome astronomiae copernicanae, 1618

Gesammelte Werke, ed. Max Caspar, Walther von Dyck. C.H. Beck, Múnich, 1938 (kurz KGW):
- v. 1. Mysterium cosmographicum. De stella nova, Mysterium Cosmographicum [El misterio cósmico] (traducción en castellano publicada por Alianza Editorial, El secreto del Universo) ed. Max Caspar. C.H. Beck, Múnich, 1938 / 1993, ISBN 3-406-01639-1.

- v. 2. Astronomiae pars optica. Ad Vitellionem Paralipomena [La parte óptica de la astronomía], ed. Franz Hammer. C.H. Beck, Múnich, 1939.

- v. 3. Astronomia nova aitiologetos seu Physica coelestis (Astronomia nova [Nueva astronomía], ed. Max Caspar. C.H. Beck, Múnich, 1938.

- v. 4. Kleinere Schriften. Dioptrice, ed. Max Caspar. C.H. Beck, Múnich, 1941.

- v. 5: Chronologische Schriften, ed. Franz Hammer. C.H. Beck, Múnich, 1953.

- v. 6. Harmonices Mundi libri V Harmonices Mundi [La armonía del mundo], ed. Max Caspar. C.H. Beck, Múnich, 1940 / 1990, ISBN 3-406-01648-0.

- v. 7. Epitome Astronomiae Copernicanae, ed. Max Caspar. C.H. Beck, Múnich, 1953.

- v. 8. Mysterium cosmographicum. De cometis. Tychonis Hyperaspites, ed. Franz Hammer. C.H. Beck, Múnich, 1963.

- v. 9. Mathematische Schriften, ed. Franz Hammer. C.H. Beck, Múnich, 1955 / 2000, ISBN 3-406-01655-3.

- v. 10. Tabulae Rudolphinae, ed. Franz Hammer. C.H. Beck, Múnich, 1969.

- v. 11-1. Ephemerides novae motuum coelestium, ed. Volker Bialas. C.H. Beck, Múnich, 1983, ISBN 3-406-01659-6.

- v. 11-2. Calendaria et Prognostica. Astronomica minora. Somnium seu Astronomia lunaris, ed. Volker Bialas, Helmuth Grössing. C.H. Beck, Múnich, 1993, ISBN 3-406-37511-1.

- v. 12. Theologica. Hexenprozess. Gedichte. Tacitus-Uebersetzung, ed. Jürgen Hübner, Helmuth Grössing. C.H. Beck, Múnich, 1990, ISBN 3-406-01660-X.

- v. 13. Briefe 1590–1599, ed. Max Caspar. C.H. Beck, Múnich, 1945.

- v. 14. Briefe 1599–1603, ed. Max Caspar. C.H. Beck, Múnich, 1949.

- v. 15. Briefe 1604–1607, ed. Max Caspar. C.H. Beck, Múnich, 1951.

- v. 16. Briefe 1607–1611, ed. Max Caspar. C.H. Beck, Múnich, 1954.

- v. 17. Briefe 1612–1620, ed. Max Caspar. C.H. Beck, Múnich, 1955.

- v. 18. Briefe 1620–1630, ed. Max Caspar. C.H. Beck, Múnich, 1959.

- v. 19. Dokumente zu Leben und Werk, ed. Martha List. C.H. Beck, Múnich, 1975, ISBN 3-406-01674-X.

- v. 20-1. Manuscripta astronomica I, ed. Volker Bialas. C.H. Beck, Múnich, 1988. ISBN 3-406-31501-1.

- v. 20-2. Manuscripta astronomica II, ed. Volker Bialas. C.H. Beck, Múnich, 1998. ISBN 3-406-40592-4.

- v. 21-1. Manuscripta astronomica III, ed. Volker Bialas, Friederike Boockmann, Eberhard Knobloch [u. a.]. C.H. Beck, Múnich, 2002, ISBN 3-406-47427-6.

- 1604 - De Stella nova in pede Serpentarii [La nueva estrella en el pie de Ophiuchus].

- 1604 - Conversación con el mensajero sideral, editado junto a La gaceta sideral de Galileo Galilei; introducción, traducción y notas de Carlos Solís. Madrid: Alianza Editorial, 2007.

- 1611 - Dioptrice [Dióptrica].

- 1611 - Strena, seu de Nive Sexangula [Strena, sobre el copo de nieve hexagonal].

- 1627 - Tabulae Rudolphinae.

- 1634 - Somnium sive Astronomia lunaris [El sueño]. Considerado como el primer precursor de la ciencia ficción, tradujo Francisco Socas, El sueño o La astronomía de la luna, publicada por la Universidad de Huelva y la Universidad de Sevilla, 2001.

## Reconocimientos
- En 1935 la UAI decidió llamarle en su ofrenda «Kepler» a un astroblema lunar.[9][10] El cráter marciano Kepler también lleva su nombre. Así mismo, Kepler Dorsum es una dorsal de Fobos, satélite de Marte; y el asteroide (1134) Kepler fue nombrado en su honor.

- La supernova SN 1604 ha sido llamada también Supernova de Kepler, o Estrella de Kepler, ya que permaneció visible durante un año después de su explosión de 1604, siendo Kepler quien escribió la descripción más precisa.

- La NASA ha dado su nombre al telescopio espacial Kepler que tiene por misión detectar durante cuatro años exoplanetas telúricos y otros cuerpos pequeños que orbitan cerca de las estrellas de nuestra galaxia, la Vía Láctea. El telescopio fue lanzado el 7 de marzo de 2009.

- Paul Hindemith creó una opéra basada en la vida de Kepler: Die Harmonie der Welt.

- Philip Glass ha compuesto igualmente una ópera sobre él: Kepler.

- El vehículo de transferencia automatizado europeo ATV-002 Johannes Kepler fue nombrado en su honor y lanzado el 16 de febrero de 2011.

- Robert Slimbach ha creado un tipo de letra llamado Kepler, para la cuenta de Adobe.

- La serie 600 de tarjetas gráficas de la marca Nvidia, lanzada en marzo de 2012, tiene como nombre de código Kepler.

- La versión principal 4.3 del entorno de desarrollo integrado Eclipse, anunciada para mediados de 2013, tendrá igualmente el nombre de código Kepler.

- Una pequeña cordillera situada en la isla Sur de Nueva Zelanda, las montañas Kepler, conmemoran su nombre.